# Relações entre Hungria e Kosovo
As relações Húngaro-kosovares são as relações externas entre a Hungria e Kosovo. Kosovo declarou sua independência da Sérvia em 17 de fevereiro de 2008 e a Hungria reconheceu-o em 19 de março de 2008. A Hungria tem uma embaixada em Pristina.

## Militar
A Hungria tem atualmente 353 soldados em Kosovo, servindo como força de paz liderada pela OTAN na Força do Kosovo.